# Аршичин
Арши́чин — село в Україні, у Бокіймівській сільській громаді Дубенського району Рівненської області. Населення становить 210 осіб.

## Географія
Село розташоване на лівому березі річки Ікви.

## Історія
Попередня дерев'яна церква походила з 1759 року. Зведена майстром Калеником при фінансовій підтримці графа Хоми Красіцького. У 1877 (або 1878) році на кам'яному фундаменті постала нова церква з дерева.
Копії метричних книг зберігаються з 1790 року.
У 1906 році село Млинівської волості Дубенського повіту Волинської губернії. Відстань від повітового міста 8 верст, від волості 5. Дворів 79, мешканців 500.
7 (20) листопада 1917 року, відповідно до Третього Універсалу Української Центральної Ради, увійшло до складу Української Народної Республіки.
12 червня 2020 року, відповідно до розпорядження Кабінету Міністрів України № 722-р від «Про визначення адміністративних центрів та затвердження територій територіальних громад Рівненської області», увійшло до складу Бокіймівської сільської громади.
19 липня 2020 року, в результаті адміністративно-територіальної реформи та ліквідації Млинівського району, село увійшло до складу Дубенського району.

## Населення

### Мова
Розподіл населення за рідною мовою за даними перепису 2001 року:
| Мова       | Кількість | Відсоток |
| ---------- | --------- | -------- |
| українська | 210       | 100%     |